# محمد بن إسماعيل العمراني
أبو عبد الرحمن القاضي محمد بن إسماعيل العمراني الصنعاني (22 ديسمبر 1921 - 12 يوليو 2021)؛ فقيه وقاض يمني، ومفتي الجمهورية السابق وأحد كبار علمائها ومشايخها.

## مولده
ولد في صنعاء القديمة في 22 من ربيع الأول سنة 1340هـ ـ الموافق 22 ديسمبر 1921م

## اسمه وكنيته ونسبه
هو: أبو عبد الرحمن محمد بن إسماعيل بن محمد بن محمد بن علي بن حسين بن صالح بن شائع العمراني اللقب، الصنعاني المولد والنشأة.

## لقبه
اشتهر القاضي محمد بن إسماعيل بـ(العمراني) مع أنه ولد ونشأ وتربى وتعلم في صنعاء، وسبب اشتهار لقبه بـ(العمراني)؛ لأن أصل أسرته من مدينه عمران، وأول من انتقل من أسرته إلى صنعاء هو جده القاضي/ علي بن حسين بن صالح بن شائع العمراني، في عهد (1139هـ-1161هـ)، وهذا الجد هو أول من استوطن صنعاء في القرن الثاني عشر من الهجرة النبوية وهو أول من قرأ العلم من هذه الأسرة.
وصارت كلمة (العمراني) علمًا بالغلبة عليه وعلى ذريته إلى يومنا هذا، وهم لا يعرفون بدون هذه الكلمة باعتبار موطن الأجداد الأقدمين، وإلا فهم في وقتنا الحاضر من أهل صنعاء.

## أبناؤه
له خمسة من الأبناء الذكور: عبدالرحمن، عبدالغني، عبدالملك، عبد الوهاب، عبد الرزاق، وأربع من الإناث.

## مكانة أسرته العلمية
أسرة القاضي محمد بن إسماعيل العمراني أسرة عريقة في العلم ضاربة جذورها في الفضل والصلاح والقضاء، وأجداده قد ساهموا في نشر العلم واجتهدوا في ذلك تعليمًا وإرشادًا وتأليفًا. وجده القاضي العلامة محمد بن علي العمراني كان من أبرز تلاميذ شيخ الإسلام القاضي العلامة محمد بن علي الشوكاني، وقد قال عنه الشوكاني في البدر الطالع: «برع في جميع العلوم الاجتهادية، وصار في عداد من يعمل بالدليل ولا يعرج على القيل والقال، وبلغ في المعارف إلى مكان جليل، وهو القوي الذهن سريع الفهم جيد الإدراك ثاقب النظر، يقل وجود نظيره في هذا العصر مع تواضع وإعراض عن الدنيا وعدم اشتغال بما يشتغل به غيره ممن هو دونه بمراحل من تحسين الهيئة وليس ما يشابه المتظهر بالعلم، كثر الله فوائده ونفع بعلومه، وقد سمع عليّ غالب الأمهات الست وفي العضد والكشاف والمطول وحواشيها وغيرها من الكتب»أ. هـ.
والقاضي محمد بن علي العمراني نموذج لأفراد هذه الأسرة العريقة في العلم والصلاح الذين كانوا بين أقوامهم وفي مجتمعاتهم كالنجوم بين معاصريهم من العلماء وكمصابيح الهدى في العلم والفضل والصلاح والإصلاح، قال في نزهه: وينظر في ترجمة صاحب الترجمة وهو من أسرة يحبون القرآن وعلم السنة والعمل بها.

## النشأة
توفي والده وهو في الرابعة من عمره، وكفلته والدته ثم التحق بالمدرسة الابتدائية ودرس القرآن الكريم، وحصل على شهادتين: شهادة من مدرسة الفليحي، وشهادة من مدرسة الإصلاح، ثم ذهب لدراسة في الجامع الكبير، وقرأ هناك المتون كمتن الأزهار، ومتن الكافي في الأصول، وملحة الإعراب، وألفية ابن مالك، وغير ذلك، ثم درس على يد جماعة من علماء اليمن كثيرين كالسيد عبد الكريم بن إبراهيم الأمير، والسيد عبد الخالق الأمير، وقرأ أيضًا على القاضي عبد الله الجرافي، والقاضي عبد الله السرحي، وعلى القاضي أحمد الكحلاني، والقاضي حسن المعزبي، والقاضي يحيى بن محمد الإرياني والد القاضي عبد الرحمن الإرياني الذي كان رئيسًا للجمهورية، والقاضي علي بن عبد الله الآنسي، وجماعة من علماء صنعاء كالقاضي عبد الوهّاب الشماحي أكبر علماء اليمن في المذهب الزيدي، ثم بعد ذلك طلب لتدريس في سن مبكرة في المدرسة العلمية وعمره كان خمسة وعشرين عامًا.
وأجازة بالتدريس عدد من العلماء أولهم الشيخ عبد الواسع بن يحيى الواسعي مؤلف كتب الدر الفريد في مجمع الأسانيد والقاضي عبد الله حميد والقاضي عبد الله السرحي والسيد العلامة قاسم بن إبراهيم.

## نبذة
يعتبر اليوم العلامة العمراني أشهر علماء اليمن المعاصرين فيما يتعلق بالعلوم الشرعية والفقهية والدينية وكذلك هو مفتي الديار اليمنية، ووصلت شهرته لبلدان عربية كثيرة ويتوافد اليه العلماء ومحبي العلماء من كل بلد لزيارته، ويعتبر مفتي اليمن الأول، وينشط في الافتاء عبر الصحف والإذاعة في السنوات الماضية لنحو ثلاثة عقود من إذاعة صنعاء في برنامج ( فتاوى) والذي لم يعد يذاع منذ بضع سنوات، وكذا مقابلات وبرامج في قنوات تلفزيونية،  واللافت بأن العلامة العمراني لا يميل للسياسة ولهذا احتفظ بمحبة كل اليمنيين ومريديه، العلامة (العمراني) عُرف بالإسلام المعتدل في كل مسيرته العلمية والعلمية لهذا فقد كسب الطرفين من اصحاب المذهب (المذهب الشافعي ) والذين يعرفون اليوم باسم أهل السنة ومن جهة أخرى كسب من يصنفون بأنهم مذهبيا من اتباع المذهب (الزيدي) المتشدد والذين يصنفون بأنهم الأقرب للشيعة وأفتي فتواه الشهيرة بعدم اعتبارهم خارجين عن الإسلام وشن الحرب عليهم، القاضي العمراني في نهجه العلمي يشبه العلامة الشهير القاضي محمد علي الشوكاني أشهر علماء اليمن في نهاية مطلع القرن الثامن عشر في عهد الدولة القاسمية، كما أن العلامة محمد بن علي العمراني جد القاضي العلامة محمد بن إسماعيل العمراني قد تتلمذ على يد العلامة الإمام محمد على الشوكاني، ولهذا فإن نهج العلامة العمراني يكاد يتطابق ورؤية كلا العلامتين الشوكاني وجد القاضي العمراني، وكل هؤلاء الأعلام عرفوا بالنهج المعتدل رغم انهم من بيئة زيدية، لكنهم يمثلون الزيدية المعتدلة.، ورغم ذلك لا يسلم حتى من يزهد في السياسة والمناصب ومن له رؤية منفتحة على كل المذاهب من الاذى المعنوي وحتى الجسدي ففي ظل الفوضى التي تعيشها اليمن منذ ثورة الربيع العربي تعرض العلامة العمراني لحملة إعلامية دعته لنفي كل ما اتهم به من فتاوى أنه يكفر الآخرين أو يدعوا إلى قتالهم

## مسيرة حياته العلمية
- أ- مرحلة الطلب الأولى:

يتحدث الشيخ القاضي العلامة محمد بن إسماعيل العمراني عن بداية طلبه للعلم قائلًا:«بتشجيع من كبار السن ممن كانوا يعرفونني من القضاة والعلماء بقولهم لي: "أنت ابن القاضي إسماعيل بن القاضي محمد..، لقد كان جدك من كبار علماء صنعاء وكذلك جد أبيك"؛ ليحفزوني على طلب العلم واللحاق بركب العلماء، وبهذا التشجيع تاقت نفسي للعلم، فبادرت بالدخول في مدرسة الفليحي الابتدائية وأنا في السابعة من عمري، فأخذت القرآن الكريم على الأستاذ: محمد النعماني وغيره، وتعلمت -إلى جانب فن التجويد- مختصرات من العلوم ممثلة في منهج مدرسة الفليحي الابتدائية وهي: الأخلاق، النحو، الخط، الإنشاء، الحساب، الهندسة، الجغرافيا، الصحة، وأخذت من المدرسة شهادة في ذلك. انتقلت بعدها إلى مدرسة الإصلاح في اليوم الذي افتتحت فيه، فأخذت فيها جميع ما تقدم ذكره من المختصرات الابتدائية ولكنها كانت أرقى وأرفع من الأولى، وعلى رأس السنة من دخولي هذه المدرسة كان خروجي منها بشهادة أعلى من الأولى، وكانت هذه الشهادة التي حزتها مع زملائي في هذه المدرسة أول شهادات أعطيت لخريجيها وكانت أول دفعة تخرّجت منها.»
- ب ـ مرحلة الطلب الثانية

يقول محمد بن إسماعيل العمراني عن طلبه العلم في هذه المرحلة: «لقد قرأت أثناء دراستي في مدرسة بئر العزب وبئر الشمس عند الأستاذ: غالب الحرازي، وفي مدرسة الروضة عند الأستاذ: الحسن بن إبراهيم، وعندما بلغت الرابعة عشر من عمري 1354هـ انتقلت إلى الجامع الكبير بصنعاء وإلى مسجد الفليحي، فجودت القرآن الكريم على المقرئ: محمد بن إسحاق، والفقيه: المراصبي، والعلامة الضرير: يحيى الكبسي، والفقيه: حسين الأكوع، والسيد: محمد حميد الدب.»
- ج ـ حفظ المختصرات

ويضيف الشيخ قائلًا: «"وحفظت المختصرات على السيد عبد الكريم بن إبراهيم الأمير وغيره ولزمت هذا المسجد (الفليحي) كثيرًا»، واختلف إلى مساجد أخرى أجلس متلقيًا على يد شيوخها ومن هذه المختصرات:
1. متن الأزهار في الفقه الهادوي.
2. متن الكامل في أصول الفقه.
3. متن الكافية في النحو.
4. متن الألفية في النحو.
5. قواعد الإعراب في النحو.

كما أخذت على السيد: عبد الكريم الأمير في شرح القواعد وشرح الفاكهي على ملحة الإعراب وشرح قطر الندى في النحو وشرح السعد للتفتازاني في علم المعاني والبيان والبديع وغيره، وأخذت على الصفي: أحمد بن محمد السنيدار في مفهوم ومنطوق بعض متن الأزهار وفي صحيفة علي بن موسى الرضي، وأخذت على العلامة: العزي البهلولي في شرح الجوهر المكنون في علم المعاني والبيان والبديع وشرح ابن عقيل على ألفية ابن مالك في النحو وشرح الطبري على متن الكافل في أصول الفقه وشرح السعد على التلخيص في علم المعاني والبيان والبديع وشرح عمدة الأحكام وفي أوائل غاية السؤل في أصول الفقه وفي أوائل كتاب الكشاف في التفسير وأخذت على الفخري: عبد الله بن عبد الرحمن حميد في قواعد الإعراب وشرح ابن عقيل وشرح الجوهر المكنون والكافل وتحفة الذاكرين ونخبة الفكر وبعض من المناهل الصافية في علم الصرف وغير ذلك من الكتب، وأخذت على القاضي: علي بن حسن المغربي بعضًا من كتاب قطر الندى في علم النحو وشرح نخبة الفكر في علم مصطلح الحديث وغير ذلك من الكتب.
وأخذت على القاضي: أحمد بن لطف الزبيري بعضًا من شرح القطر وبعض شرح الفاكهي على الملحة وشرح القواعد، وأخذت على السيد: أحمد بن محمد زبارة في أوائل شرح الأزهار وثلثي كتاب سبل السلام وبعضًا من كتاب الشفاء للأمير الحسين.
وأخذت على القاضي: عبد الوهّاب المجاهد الشماخي بعضًا من الجزء الأول من شرح الأزهار وبعضًا منه من الجزء الثاني، وأخذت على القاضي: حسن بن علي المغربي في الفرائض وشرح الأزهار وأصول الأحكام وبيان ابن مظفر وغير ذلك من الكتب، وأخذت على السيد: عبد الخالق الأمير في شرح الأزهار وفي الفرائض وصحيح مسلم وغير ذلك من الكتب، وأخذت على القاضي: على الآنسي في الفرائض، وأخذت على غير هؤلاء المذكورين من رجال الفروع والفرائض، وعن السيد: محمد السراجي في شرح الغاية وفي شرح العمدة، وعلى السيد العلامة: أحمد..... -(هكذا في الأصل)- في شرح الغاية وفي الكشاف وفي شرح الأزهار وفي سنن أبي داود، وعلى القاضي العلامة يحيى محمد الإرياني في شرح الغاية في أصول الفقه وفي الكشاف وفي سنن أبي داود وفي البحر الزخار وفي الروض النضير وفي غيرها.
- د ـ عقده الحلقات العلمية كوسيلة لتحصيل العلم وتعميقه

يقول الشيخ: «وبينما كنت أختلف إلى مشايخي لآخذ عليهم كبار الكتب -كتب التخصص- كنت أستعين الله وأفتح حلقات علمية لطلاب أقل مني تحصيلًا في الكتب الأولية من المتون والمختصرات التي تشمل كتب الفقه واللغة والحديث وبهذا الأسلوب حصلت على فوائد جمة وعلوم نافعة قيمة أكثر مما لو كنت مقتصرًا على التحصيل فقط» انتهى كلام الشيخ.

## شيوخه
1. القاضي العلامة: عبد الله بن عبد الكريم الجرافي: (ت: 1387هـ) قرأ عليه موطأ الإمام مالك وكتاب الاعتبار في الناسخ والمنسوخ من الآثار للحازمي، وأكثر سبل السلام للعلامة الأمير الشهير بالصنعاني وأكثر نيل الأوطار للعلامة محمد بن علي الشوكاني وسنن النسائي كله.
2. القاضي العلامة: عبد الله بن عبد الرحمن حميد: (ت: 1319هـ) قرأ عليه شرح ابن عقيل وشرح الجوهر المكنون وفي شرح الكافل في أصول الفقه وبعض شرح متن الأزهار وشرح قواعد الإعراب...وغير ذلك من الكتب.
3. السيد: عبد الكريم بن إبراهيم الأمير: (م: 1330م) حفظ عليه بعض المختصرات مثل: متن الأزهار ومتن الكافل ومتن الكافية ومتن الألفية وملحة الإعراب، ثم أخذ عليه شرح قطر الندى لابن هشام وشرح ملحة الإعراب للفاكهي وشرح قواعد الإعراب للأزهري وشرح ابن عقيل على الألفية وشرح كافل ابن لقمان والجزء الأول من مغني اللبيب عن كتب الأعاريب لابن هشام، والجوهر المكنون وشرح التفتازاني على الغزني في الصرف...وغيرها من الكتب.
4. القاضي العلامة: حسن بن علي المغربي: (ت: 1410هـ) قرأ عليه بعضًا من شرح الفرائض وبعضًا من شرح الأزهار وبعضًا من كتاب أصول الأحكام للإمام أحمد بن سليمان وبعض بيان بن مظفر...وغيرها من الكتب.
5. القاضي العلامة: علي بن حسن بن علي بن حسين المغربي: (ت:1948م) توفي وهو شاب، قرأ عليه شرح قطر الندى لابن هشام وكتاب نخبة الفكر في مصطلح أهل الأثر للحافظ ابن حجر العسقلاني.
6. القاضي: عبد الله بن محسن السرحي: (م: 1318- وتوفي قريبًا) قرأ عليه بعض تفسير الكشاف للزمخشري.
7. القاضي العلامة: عبد الوهّاب الشماحي: (ت: 1375هـ) قرأ عليه بعض شرح الأزهار قبيل موته أي قبل حوالي 63 عامًا.
8. السيد العلامة: أحمد بن علي الكحلاني: (ت: 1386هـ) قرأ عليه في شرح الأزهار وفي شرح غاية السؤل وفي الكشاف وبعض سنن أبي داود.
9. السيد: عبد الخالق بن حسين الأمير: (1313-1370هـ تقريبًا) قرأ عليه وبعض شرح الروض النضير وكتاب صحيح مسلم، وفي شرح الأزهار.
10. السيد: محمد بن علي السراجي: قرأ عليه في شرح الغاية للحسين بن القاسم وفي شرح عمدة الأحكام.
11. الشيخ: محمد بن صالح البهلولي: (1324هـ-1390هـ) قرأ عليه في شرح القطر للفاكهي، وشرح الجوهر المكنون وفي شرح الطبري على الكافل في الأصول، وفي شرح التلخيص في المعاني والبيان، وفي شرح عمدة الأحكام في الحديث وأوائل الكشاف، وأوائل غاية السؤل في الأصول.
12. الشيخ: علي بن هلال الدبب: (1320-1388هـ) قرأ عليه بعضًا من الكشاف، ولقد كان من ذوي السمت الحسن والتواضع الجم.
13. القاضي العلامة: يحيى بن محمد الإرياني: قرأ عليه في الروض النضير للقاضي شرف الدين السياغي، وفي سنن أبي داود في البحر الزخار وبعضًا من الكشاف وبعضًا من شرح الغاية وبعضًا من زاد المعاد لابن القيم.
14. السيد العلامة: أحمد محمد زبارة: (ت: 1421هـ) قرأ عليه جزء يسير من شفاء الأمير الحسين، وبعض شرح الأزهار وأكثر سبل السلام.[2]

## إجازاته العلمية
وممن أجازه من أكابر العلماء في عصره:
1. السيد العلامة: محمد بن محمد زبارة: إجازة عامة في جميع إجازاته من مشائخه وغيرهم ممن أجازه من علماء مصر ومكة المكرمة وبغداد...وغيرها.
2. السيد العلامة: أحمد بن محمد زبارة: إجازة عامة.
3. القاضي العلامة: عبد الله بن عبد الكريم الجرافي: إجازة عامة في جميع مقروءاته.
4. القاضي العلامة: الحسن بن علي المغربي.
5. القاضي العلامة: عبد الله بن محسن السرحي: إجازة عامة.
6. الدكتور: حسين بن محفوظ دكتور عراقي.
7. السيد العلامة: يحيى بن عبد الرحمن الأنباري الزبيدي.

وقد بلغ عدد من أجازوا الشيخ: محمد بن إسماعيل العمراني اثنان وعشرون علمًا من كبار علماء الأمة الإسلامية.

## كتب

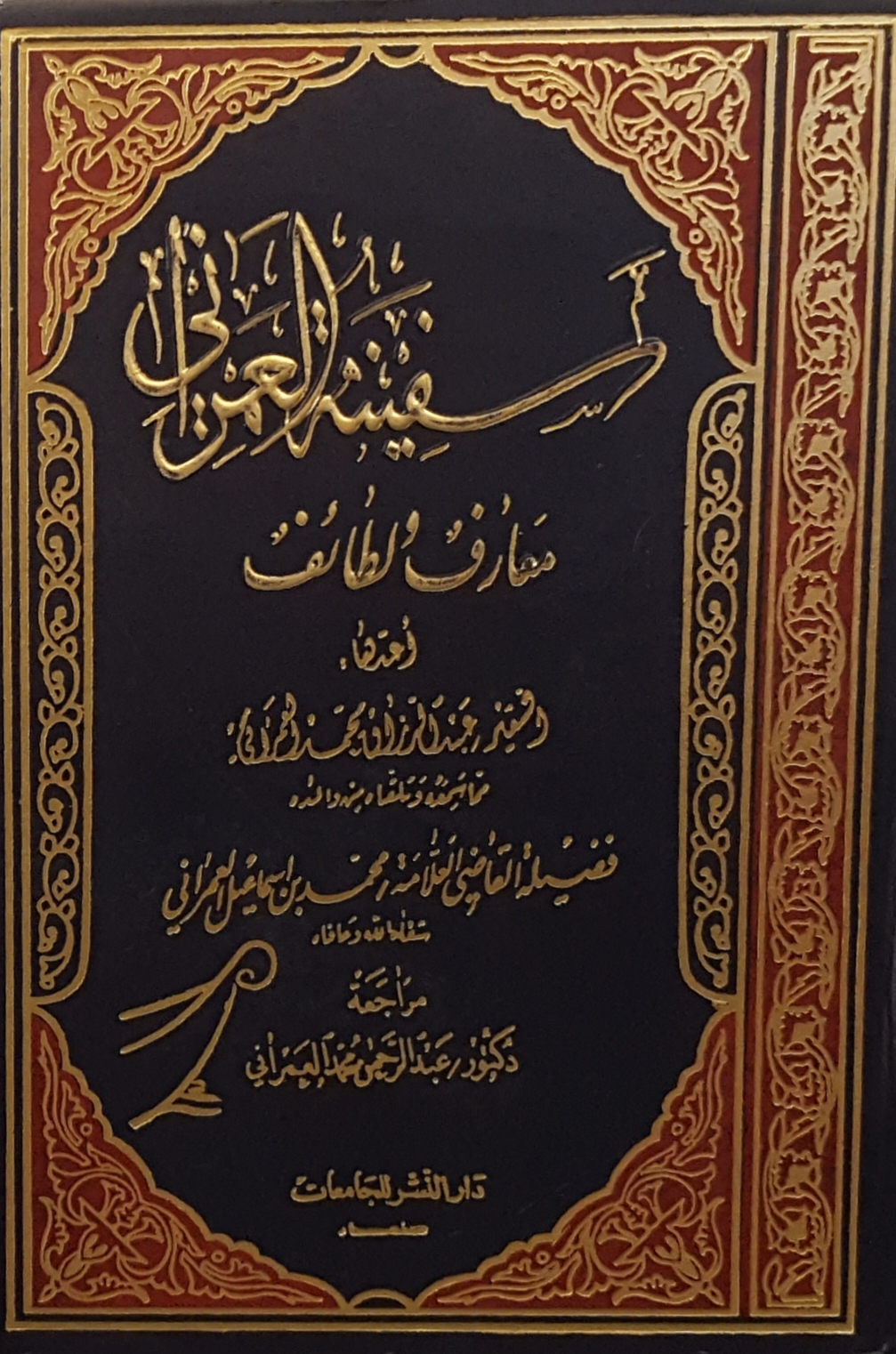
كتاب سفينة العمراني

- نظام القضاء في الإسلام
- مقالات القاضي العمراني
- نيل الأماني
- سفينة العمراني

## وفاته
توفي ليلة الإثنين في الثاني من ذي الحجة 1442هـ الموافق الثاني عشر من يوليو 2021م، عن عمر ناهز 99 عامًا.